# Élément de courant
Un élément de courant est une grandeur vectorielle associée à un élément de matière parcouru par un courant électrique. C'est le produit d'un vecteur densité de courant par un élément d'espace (volume, surface ou longueur élémentaire).
Selon que le courant électrique est distribué en volume (dans la masse d'un matériau), en surface (cas d'un conducteur en forme de plaque mince, ou celui d'un objet conducteur parcouru par un courant de haute fréquence) ou en longueur (cas d'un circuit filiforme), l'élément de courant peut être :
- un élément de courant volumique {\displaystyle {\vec {j}}\;\mathrm {d} V}, produit de la densité volumique de courant {\displaystyle {\vec {j}}} par l'élément de volume {\displaystyle \mathrm {d} V} ;
- un élément de courant surfacique {\displaystyle {\vec {j}}_{\mathrm {S} }\,\mathrm {d} S}, produit de la densité surfacique de courant {\displaystyle {\vec {j}}_{\mathrm {S} }} par l'élément de surface {\displaystyle \mathrm {d} S} ;
- un élément de courant linéique {\displaystyle {\vec {j}}_{\mathrm {L} }\,\mathrm {d} l}, produit de la densité linéique de courant {\displaystyle {\vec {j}}_{\mathrm {L} }} par l'élément de longueur {\displaystyle \mathrm {d} l} ; on peut aussi l'écrire {\displaystyle I\,{\vec {\mathrm {d} l}}} où I désigne l'intensité électrique et {\displaystyle {\vec {\mathrm {d} l}}} l'élément d'arc (tangent au fil et orienté dans le sens du courant).

## Utilité

### Calcul du moment magnétique
Le moment magnétique d'un système physique parcouru par un courant électrique (entièrement contenu dans le système) s'obtient par intégration du moment de l'élément de courant par rapport à un point quelconque O :
{\displaystyle {\overset {\hookrightarrow }{\mu }}={\frac {1}{2}}\iiint _{V}{\vec {r}}\wedge {\vec {j}}\;\mathrm {d} V}
où {\displaystyle {\vec {r}}={\overrightarrow {\mathrm {OM} }}} désigne le vecteur position du point courant M et {\displaystyle {\vec {j}}\;\mathrm {d} V} l'élément de courant en M. L'intégrale est étendue à tout le volume du système.
Dans le cas d'une distribution surfacique de courant : 
{\displaystyle {\overset {\hookrightarrow }{\mu }}={\frac {1}{2}}\iint _{S}{\vec {r}}\wedge {\vec {j}}_{S}\;\mathrm {d} S}
Dans le cas pratique d'un circuit électrique filiforme, ce calcul devient :
{\displaystyle {\overset {\hookrightarrow }{\mu }}={\frac {1}{2}}\int _{L}{\vec {r}}\wedge I\;{\vec {\mathrm {d} l}}}
où l'intégrale curviligne est étendue à l'ensemble des branches du circuit, voire :
{\displaystyle {\overset {\hookrightarrow }{\mu }}={\frac {I}{2}}\oint {\vec {r}}\wedge {\vec {\mathrm {d} l}}}
si le circuit n'est constitué que d'une boucle (sans ramifications), et donc l'intensité I est uniforme.

### Calcul de l'induction magnétique
L'induction magnétique générée en un point O par un système physique parcouru par un courant électrique (entièrement contenu dans le système), est donnée par la loi de Biot et Savart :
{\displaystyle {\overset {\hookrightarrow }{B_{\mathrm {O} }}}={\frac {\mu _{0}}{4\pi }}\iiint _{\mathrm {V} }{\vec {j}}\;\mathrm {d} V\wedge {\frac {\vec {r}}{r^{3}}}}.
Dans le cas d'une distribution surfacique de courant :
{\displaystyle {\overset {\hookrightarrow }{B_{\mathrm {O} }}}={\frac {\mu _{0}}{4\pi }}\iint _{\mathrm {S} }{\vec {j}}_{S}\;\mathrm {d} S\wedge {\frac {\vec {r}}{r^{3}}}}
Dans le cas pratique d'un circuit filiforme, cette expression devient :
{\displaystyle {\overset {\hookrightarrow }{B_{\mathrm {O} }}}={\frac {\mu _{0}}{4\pi }}\int _{\mathrm {L} }I\;{\vec {\mathrm {d} l}}\wedge {\frac {\vec {r}}{r^{3}}}}
voire, dans le cas d'une boucle unique (sans ramifications) :
{\displaystyle {\overset {\hookrightarrow }{B_{\mathrm {O} }}}={\frac {\mu _{0}I}{4\pi }}\oint {\vec {\mathrm {d} l}}\wedge {\frac {\vec {r}}{r^{3}}}}.